# Jean-Louis-Auguste Commerson
Pour les articles homonymes, voir Commerson.
Commerson, né Jean Louis Auguste Commerson le 2 germinal an XI à Paris 6e et mort le 24 juillet 1879 à Paris 11e, est un écrivain, journaliste et dramaturge français.
« En inventant l'imprimerie, Gutenberg ne se doutait pas des immenses services qu'il rendait à la presse. »

## Biographie
Son père, qui tenait une maison de banque de deuxième ordre, ne pouvant rien faire de son fils a mis au collège Louis-le-Grand, le forma aux profits et pertes et à la tenue des livres, aux arbitrages et aux comptes de retour. journaliste, Commerson a vécu laborieusement et péniblement. Successivement commis banquier, sténographe, professeur de droit commercial, Commerson était professeur de l’Université, vers 1831 lorsque Guizot, sous un prétexte politique l’a destitué sans la moindre forme. Commerson a alors résolu de se venger, à la façon de Chodruc-Duclos (ca), qui s’est promené tous les jours, jusqu’à sa mort, dans les galeries du Palais-Royal avec sa barbe et ses cheveux très longs, en haillons, coiffé d’un chapeau à bords très larges et de forme grotesque, pour « embarrasser le roi », qui lui lui refusait la pension d’émigré à laquelle il estimait avoir droit: ayant acheté un outillage complet de décrotteur, il s’est installé sur le Pont-Neuf, rendez-vous à cette époque des honorables artisans exerçant cette profession modeste, avec une pancarte, où était écrit en lettres énormes « Commerson, professeur de l’université de France ». Guizot lui ayant fait enjoindre, par l’entremise d’un sergent de ville, d’avoir à déguerpir du Pont-Neuf, vingt-quatre heures après, l’ancien professeur abandonne son industrie momentanée, pour se lancer dans la presse. Il est aussi auteur de vaudevilles, seul ou en collaboration.
Travailleur infatigable, il devint le spécialiste du calembour et du canard journalistique (fausse nouvelle lancée dans la presse pour tromper le public). Il est l’auteur de nombreux ouvrages humoristiques, dont Pensées d’un emballeur pour faire suite aux « Maximes » de François de La Rochefoucauld (1851) suivies de Mayonnaise d’éphémérides (1851), Un million de bouffonneries (1854), Le Petit Tintamarre (1857), La Petite Encyclopédie bouffonne (1860) et Un million de chiquenaudes et menus propos tirés de la Gazette de Merluchon (1880).
En 1835, il fonde le Tam-tam, avant de lancer le Tintamarre, en 1843, avec Jules Jouy, à l'époque simple feuille d'annonces, qui a joui d’une vogue qui s’est maintenue. Les victimes de Commerson ne se plaignaient pas trop d'être éreintées, pourvu que leurs noms soit prononcé car cela leur faisait de la publicité. Avec Eugène Chavette, rédacteur assermenté au Tintamarre, il a publié Allons-y gaiement !, ouvrage dédié « aux gens sans place et sans aveu ».
On lui doit également les « éphémoroïdes » du Siècle ainsi que les Binettes contemporaines (1855), galerie humoristique en deux volumes, illustrée de soixante charges dues au crayon de Nadar. Les biographies qu’elle contient sont pour ainsi dire la parodie des Contemporains, la série de portraits publiés à la même époque par d’Eugène de Mirecourt. Les Binettes contemporaines contiennent les esquisses notamment Émile de Girardin, Alexandre Dumas, Thiers, Rachel, Proudhon, Lamartine, Guizot, Béranger, Victor Hugo, Louis Veuillot, Jules Mirès, Alphonse Karr, Halévy ou Pierre Dupont.
En 1872, il rompt avec le Tintamarre, lorsqu’il devient politique, après que Léon-Charles Bienvenu, rédacteur attitré depuis 1865, copropriétaire en 1868, en est devenu le propriétaire, et relance Le Tam-tam, qui sera continué par ses collaborateurs, et durera jusqu’en 1918.
Signant la plupart de ses œuvres de son seul patronyme, il a néanmoins ponctuellement utilisé les pseudonymes de « Joseph Citrouillard » et « Joseph-Prudhomme ».
À l’issue d’obsèques civiles, il a été inhumé au cimetière du Montparnasse 

## Citation
Patrice Delbourg demande que l’on rende à César ce qui lui appartient que la phrase « Il faudrait construire les villes à la campagne, l'air y est plus sain », généralement attribuée à Alphonse Allais, se trouve sous une autre forme dans les Pensées d'un emballeur de Commerson, reprises en 1860 dans la Petite Encyclopédie bouffonne : « Si l'on construisait actuellement des villes, on les bâtirait à la campagne, l'air  y serait plus sain. », mais on trouve déjà cette plaisanterie, en 1848, dans Le Pamphlet provisoire illustré.

## Œuvres

### Théâtre
- Les Trente, « drame national » en quatre actes et en vers, 1840.
- Un souper sous la Régence, comédie-vaudeville en un acte, avec Raimond Deslandes, théâtre des Délassements-Comiques, 15 novembre 1845.
- Les Fleurs animées, vaudeville en un acte, avec Charles Labie et Xavier de Montépin, théâtre du Vaudeville, 13 juillet 1846.
- Ma tabatière ou Comment on arrive, comédie-vaudeville en quatre tableaux, avec les frères Cogniard, théâtre du Gymnase-Dramatique, 15 mars 1849.
- Une bonne fille, vaudeville en un acte, théâtre de la Porte-Saint-Martin, 11 novembre 1849.
- Les Fredaines de Troussard, vaudeville en un acte, avec Édouard-Louis-Alexandre Brisebarre et Charles Potier, théâtre des Folies-Dramatiques, 13 novembre 1849.
- Les Deux Marguerite, vaudeville en un acte, avec Félix Dutertre de Véteuil, théâtre des Variétés, 12 juillet 1853.
- La Pêche aux corsets, vaudeville en un acte, avec Eugène Furpille, théâtre de la Gaîté, 22 octobre 1853.
- Un mari à l'étouffée, vaudeville en un acte, avec Eugène Chavette, théâtre des Folies-Dramatiques, 28 janvier 1854.
- Les Binettes contemporaines, revue en trois actes et 7 tableaux, avec Clairville et J. Cordier, théâtre du Palais-Royal, 23 décembre 1854.
- Où sont les pincettes ? folie-vaudeville en un acte, avec Eugène Chavette, théâtre des Folies-Dramatiques, 13 juin 1855.
- Un suicide à l'encre rouge, vaudeville en un acte, avec Eugène Furpille, théâtre de la Gaîté, 10 septembre 1855.
- Un monsieur bien mis, vaudeville en un acte, avec Henri Rochefort, théâtre des Folies-Dramatiques, 10 mars 1856.
- Le Jugement de Pâris, opérette en un acte mêlée de danses et à grand spectacle, avec Ernest Alby, musique de Laurent de Rillé, théâtre des Folies-Nouvelles, 11 février 1859.
- La Clarinette mystérieuse, vaudeville en un acte, avec Jules Moinaux, théâtre des Folies-Dramatiques, 18 juin 1859.
- Maître Cabochard, vaudeville en un acte, sous le pseudonyme de Delmare, avec Claude Appay, théâtre des Folies-Dramatiques, 21 janvier
- Quatre femmes sur les bras, vaudeville, avec Théodore Labourieu, théâtre de la Gaîté, 17 mars 1860.
- Le Marchand de parapluies, revue en trois actes, avec Paul Faulquemont, théâtre Beaumarchais, 17 décembre 1860.
- La Vengeance de Pistache, vaudeville en un acte, avec Amable Bapaume, théâtre Déjazet, 26 mai 1864.
- Doña Framboisias, folie-vaudeville en un acte, avec Amable Bapaume, théâtre des Folies-Marigny, 6 juillet 1866.
- Les Vacances de Cadichet, vaudeville en un acte, avec Amable Bapaume, théâtre des Folies-Dramatiques, 22 juillet 1867.

### Écrits

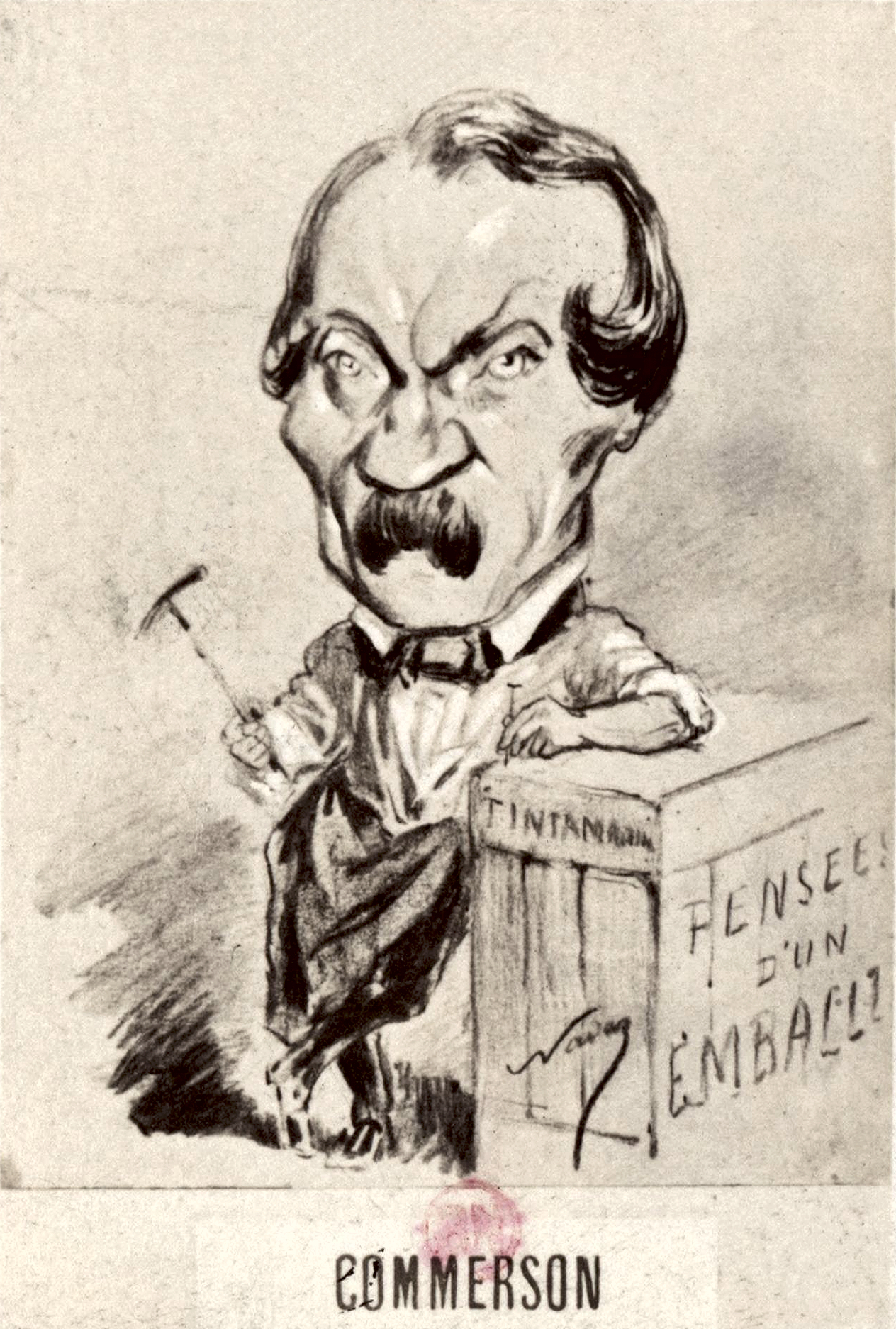
Caricature de Commerson avec Le Tintamarre et ses Pensées d’un emballeur par Nadar.

- Les Plaisirs de la ville, poèmes dédiés aux jolies femmes, 1822 (lire en ligne sur Gallica).
- Contes et Nouvelles, 1825 (lire en ligne sur Gallica).
- Hommage à La Fayette, 1825 (lire en ligne sur Gallica).
- Pensées d'un emballeur pour faire suite aux « Maximes » de La Rochefoucauld (préf. Théodore de Banville), Martinon, coll. « Bibliothèque des calembours », 1851, 2 vol. in-18, t. I sur Gallica, t. II sur Gallica.
- avec Eugène Chavette (préf. Nadar), Mayonnaise d'éphémérides et de dictionnaire, assaisonnée par Joseph Citrouillard et retournée par les deux hommes d'État du Tintamarre, Paris, Martinon, 1852, xiv-129, in-12 (lire en ligne sur Gallica).
- Allons-y gaiment ! aux petites affiches du Tintamarre : ouvrage dédié aux gens sans place et sans aveu, avec Eugène Chavette (1853)
- Le Code civil dévoilé : dédié aux emballeurs, aux réfugiés polonais et aux gardes nationaux sans ouvrage et notamment aux licenciés de l'École de droit, pour cause d'incapacité notoire, 1854.
- Rêveries d'un étameur, pour faire suite aux pensées de Blaise Pascal, 1854.
- Un million de bouffonneries : ou Le Blagorama français », Paris, Passard, 1854 (lire en ligne).
- Les Binettes contemporaines, par Joseph Citrouillard [Commerson], revues par Commerson, pour faire concurrence à celles d'Eugène de Mirecourt, portraits par Nadar, 1854-1855, 10 vol., t. 1 sur Gallica, t. 2 sur Gallica, t. 3 sur Gallica, t. 4 sur Gallica, t 5 sur Gallica.
- Le Petit Tintamarre : hebdomadaire humoristique, 1857 (lire en ligne sur Gallica).
- Lettre d'un vieux fou à un jeune sage, Paris, De Soye & Bouchet, 1858, 14 p., in-8º (lire en ligne sur Gallica).
- Petite encyclopédie bouffonne, 1860 (lire en ligne).
- Un million de chiquenaudes et menus propos tirés de la « Gazette de Merluchon », Paris, Passard, 1880, 316 p. (lire en ligne).

### Presse
Le Tam-tam, magasin hebdomadaire de littérature, d'arts, de sciences et d'industrie est un journal publié à partir de 1835 par Commerson. Il changera plusieurs fois de titres au cours de sa parution : Le Tam-tam républicain, organe des clubs (mars 1848) ; Le Tam-tam de 1848 (juillet 1848).
Dalès ainé collabora à ce journal qu'on appelle parfois « ancien Tam-Tam » pour le distinguer de deux autres publications de Commerson :
- Le Tam-tam, revue critique des Polichinels politiques, financiers, religieux et autres ; par Napoléon Citrouillard [Commerson], numéro spécimen du 10 mars 1871 ;
- Le Tam-tam..., 1872-1877.